# Cristóbal Corrales
Cristóbal Corrales (ur. 23 kwietnia 1947 w Tegucigalpie) – honduraski lekkoatleta, olimpijczyk.
Reprezentował Honduras na pierwszych dla tego kraju igrzyskach olimpijskich (Meksyk 1968). Wystąpił tam jedynie w eliminacjach biegu na 200 metrów. W swoim wyścigu zajął ostatnie siódme miejsce (23,93). Jego wynik był najgorszym rezultatem całych eliminacji.